# Jean-Pierre Marcou
Jean-Pierre-Alexandre Marcou, né le 10 mai 1857 à Lunel et mort le 7 décembre 1939 à Thanh Hoa (Tonkin, en Indochine française), est un missionnaire français qui fut vicaire apostolique du Tonkin maritime (aujourd'hui nord du Viêt Nam).

## Biographie

### Prêtre
Jean-Pierre Marcou naît à Lunel dans le diocèse de Montpellier dans une famille de viticulteurs. Il fait ses études au collège municipal de Lunel, puis au collège ecclésiastique de Nîmes. Il entre en septembre 1874 au séminaire des Missions étrangères de Paris, où il est ordonné prêtre, le 21 décembre 1879. Il est désigné pour partir le 4 février 1880 pour le Tonkin occidental, mais il tombe malade pendant la traversée et en arrivant à Saïgon doit partir se soigner à Hong Kong au Sanatorium de Béthanie, tenue par les Missions étrangères de Paris. Il rejoint le Tonkin occidental à la fin de l'année 1880.
Après les débuts d'apprentissage de la langue, il est nommé, par Mgr Puginier, curé de la paroisse de Ke-Set à une dizaine de kilomètres d'Hanoï, puis en décembre 1881, curé de Dong-Chiêm, devenant chef des districts de Song-Miêng et de Ke-Sai. En 1885, il devient supérieur du grand-séminaire de Ke-So. Il y compose entre autres un traité de théologie morale en vietnamien. Il doit en plus défendre ses communautés contre les attaques des Pavillons Noirs et des pirates.

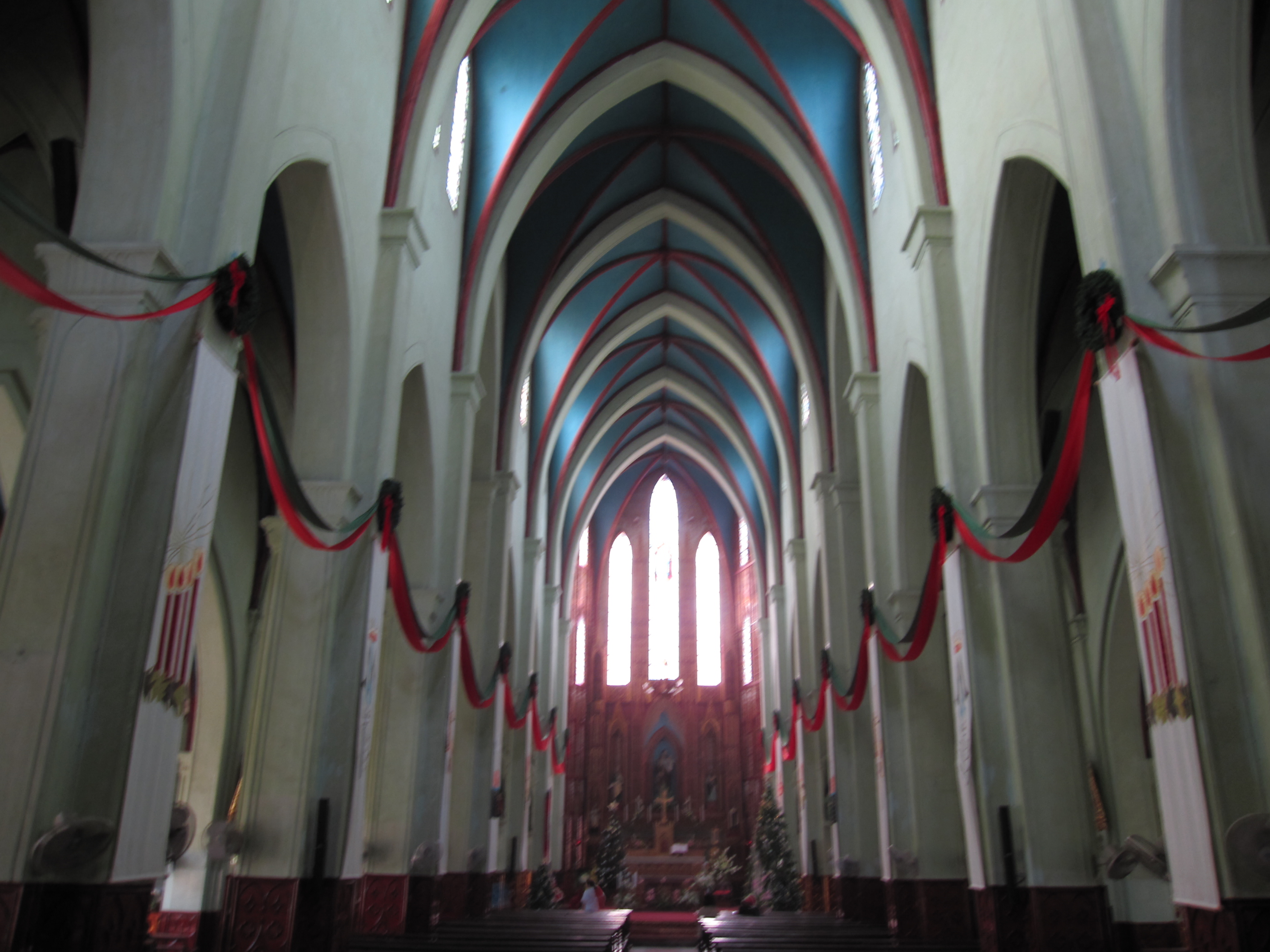
Intérieur de la cathédrale d'Hanoï

En juin 1892, Jean-Pierre Marcou est nommé curé de la cathédrale d'Hanoï, récemment construite, par le nouvel évêque d'Hanoï, Mgr Gendreau, .

### Jeune évêque
Le 18 avril 1895, il est nommé évêque in partibus de Lysiade (de) et coadjuteur de Mgr Gendreau. Il reçoit sa consécration épiscopale en octobre suivant par Pierre-Marie Gendreau avec comme co-consécrateurs José Terrés et Wenceslao Oñate (es). Il s'établit à Thanh Hoa pour visiter les chrétientés environnantes, éprouvées par les troubles de 1884-1886 au moment de la seconde expédition du Tonkin.
Ensuite, Mgr Marcou s'installe à Phát Diêm, où il existe une chrétienté importante, réunie autour du Père Six. Il est envoyé en 1900 à Rome pour assister à la cérémonie de béatification des quarante-neuf martyrs des Missions étrangères (dont Jean-Charles Cornay), et préparer la division du vicariat apostolique du Tonkin avec la fondation du nouveau vicariat apostolique du Tonkin maritime, dont il prend possession en février 1902. Il pose les fondations de ce nouveau territoire de l'Église en faisant bâtir un petit et un grand séminaire, des écoles de catéchistes, des maisons de soins, tenues par les religieuses, pour les lépreux les vieillards, les orphelins, etc. C'est surtout vers les études que se portent ses soins. Il ouvre un probatorium pour les jeunes Tonkinois de moins de douze ans et exige que le niveau des études classiques des petits séminaires soit rehaussé. Lorsque le grand-séminaire est prêt en 1912, les professeurs doivent être suffisamment diplômés, de même qu'il veille au recrutement et à la formation des enseignants des écoles paroissiales.

### Évêque rassembleur
Mgr Marcou réforme les Amantes de la Croix et fait venir en 1924 les cinq premières religieuses de l'institut des Filles de Notre-Dame-des-Missions, puis les Rédemptoristes canadiens et les Prêtres de Saint-Sulpice (en 1929). Il fonde nombre de nouvelles paroisses, organise des triduums eucharistiques, ainsi qu'un congrès eucharistique diocésain en 1928, fait honorer la mémoire des martyrs du Tonkin, et ouvre des missions au Laos. Il est également ferme avec les autorités civiles françaises dans la défense des libertés de l'école catholique.

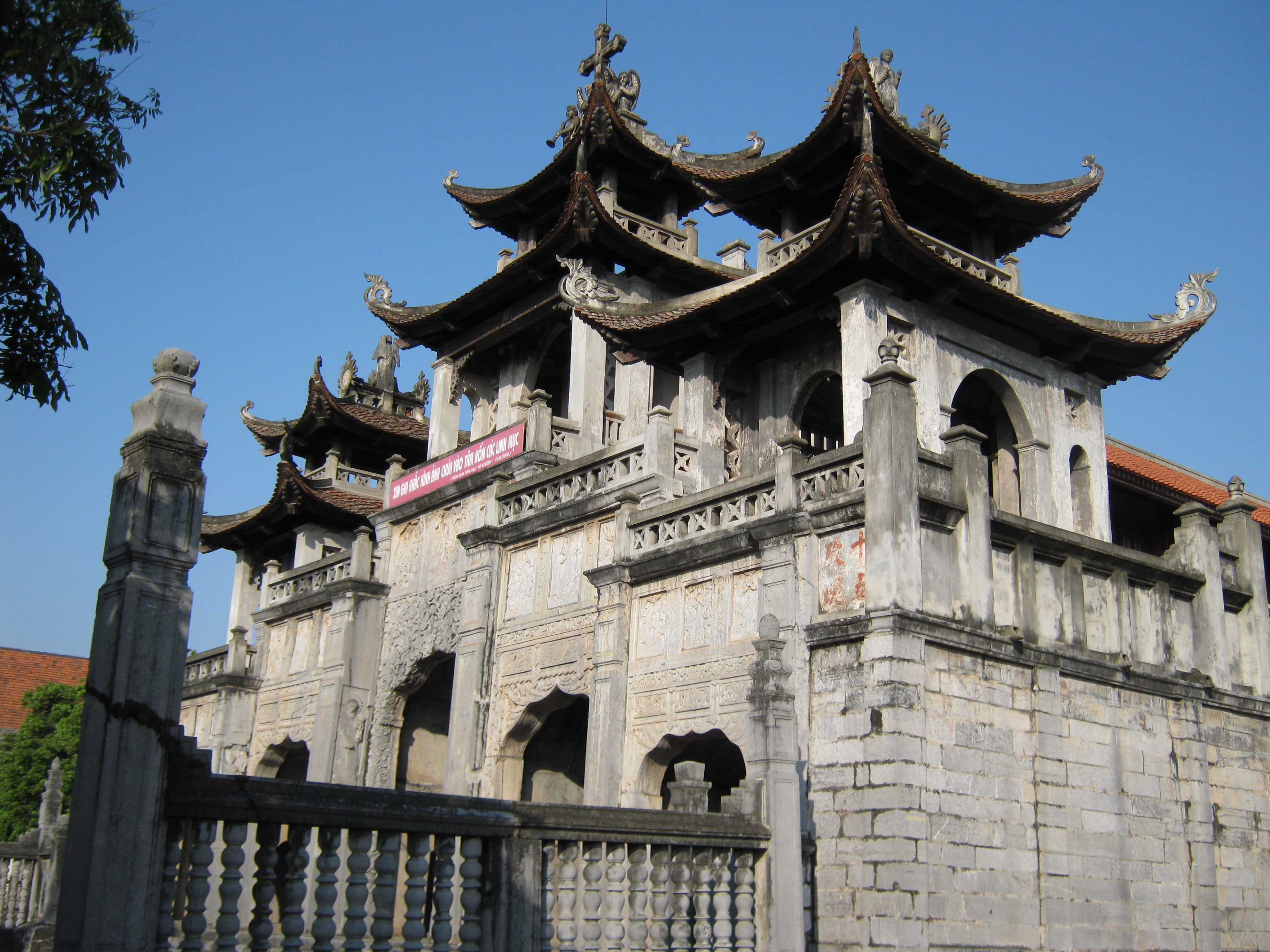
Vue de la cathédrale du Rosaire de Phat Diem

Il fait sa visite ad limina en 1914 et se rend en France au siège des Missions étrangères pour participer à la révision du règlement de la société. En 1915, il prend comme coadjuteur Mgr de Cooman. Il fête ses noces d'argent épiscopales avec ses confrères à Hong Kong, le 15 octobre 1920. Il y retourne en 1922 pour les révisions du Règlement en tant que président de la commission et reçoit dans son vicariat quelque temps plus tard Mgr Lécroart, évêque en Chine et visiteur apostolique envoyé par le Saint-Siège, pour l'application du nouveau règlement, avec ses confrères du Tonkin.
Il est en France en avril 1930 pour participer à l'assemblée générale des Missions étrangères, accompagné de six séminaristes vietnamiens, et propose à Mgr de Guébriant, supérieur général, la fondation d'un nouveau vicariat apostolique, celui de Thanh Hoa, qu'il souhaite confier au clergé du pays. Il est érigé en 1932 et confié d'abord à Mgr de Cooman, dans le but de former des successeurs vietnamiens. Son coadjuteur est Jean-Baptiste Tong, premier évêque natif du pays à être consacré (en 1933).
La démission de Mgr Marcou, qui souffre d'ennuis de santé, est acceptée en 1936 et il passe les dernières années de sa vie à Thanh Hoa. Il y avait 53 prêtres à son arrivée, ils atteignent désormais le nombre de 150, presque tous vietnamiens.
Ses funérailles ont lieu à Thanh Hoa suivies d'une grande foule. Il est inhumé dans le chœur de la cathédrale du Rosaire de Phát Diêm.

## Succession apostolique
Jean-Pierre Marcou a ordonné les évêques suivants :
- Évêque Joseph-Marie Lavest, M.E.P. (1900)
- Évêque Maurice-François Ducoeur (pl), M.E.P. (1911)
- Évêque Louis-Christian-Marie de Cooman, M.E.P. (1918)